# لوح رغوي مقوى

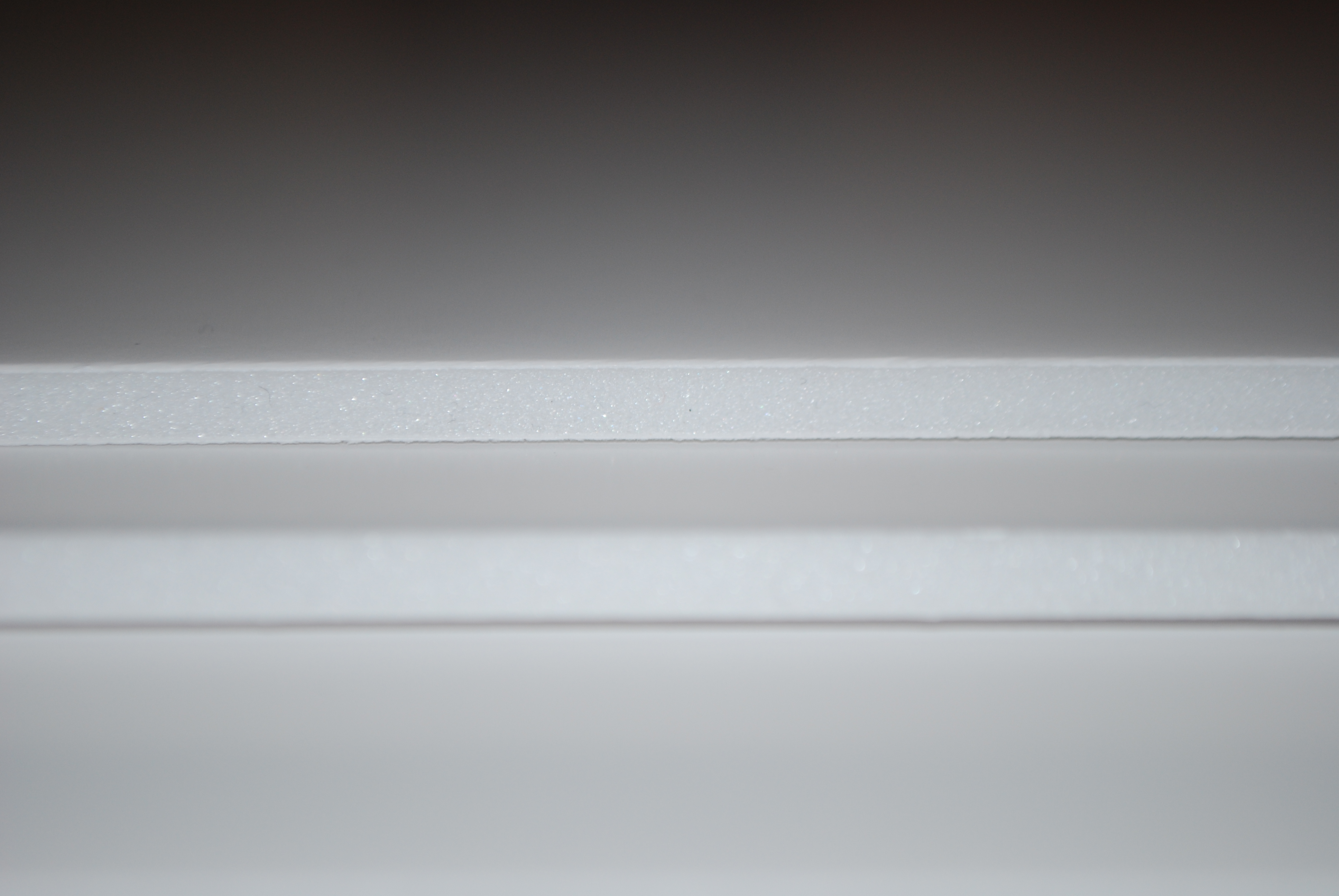
صفائح من الألواح الرغوية

لوح الرغوة أو لوح الفقاعات،أو لوحة الرغوة ذات الوجه الورقي هي عبارة عن مادة خفيفة الوزن وسهلة القطع تستخدم لتركيب المطبوعات الفوتوغرافية ، كدعم لتأطير الصور ، أو لعمل نماذج القياس، وفي الطلاء. ويتكون من لوح من رغوة البوليسترين المغطى بطبقة خارجية على الورق على كلا الجانبين ، وعادة ما يكون ورق أبيض مطلي بالطين أو ورق كرافت بني.

## الاستخدامات

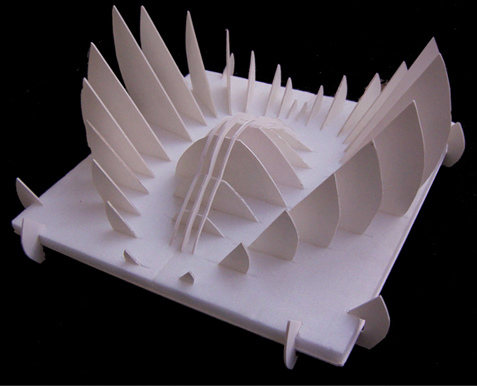
نموذج معماري مصنوع من اللوح الرغوي

يستخدم الورق الرغوي بشكل شائع لإنتاج النماذج المعمارية، ونماذج الكائنات الصغيرة، وفي تصميم الطائرات المسيرة من قبل الهواة.